# Lycaena serrula
Lycaena serrula är en fjärilsart som beskrevs av Paul Mabille 1890. Lycaena serrula ingår i släktet Lycaena och familjen juvelvingar. Inga underarter finns listade i Catalogue of Life.